# Джон Лукумі
Джон Ханер Лукумі Бонілья (ісп. Jhon Janer Lucumí Bonilla, нар. 26 червня 1998, Калі) — колумбійський футболіст, захисник італійської «Болоньї» і національної збірної Колумбії.
Чемпіон Бельгії. 

## Клубна кар'єра
Народився 26 червня 1998 року в місті Калі. Вихованець футбольної школи клубу «Депортіво Калі». Дорослу футбольну кар'єру розпочав 2015 року в основній команді того ж клубу, в якій провів три сезони, взявши участь у 44 матчах чемпіонату. 
До складу клубу «Генк» приєднався 2018 року. У бельгійській команді отримував дедалі більше ігрового часу, а в сезоні 2020-21 вже був ключовим гравцем захисту «Генка».
У серпні 2022 року за 8 мільйонів євро перейшов до італійської «Болоньї».

## Виступи за збірні
2015 року дебютував у складі юнацької збірної Колумбії (U-17), загалом на юнацькому рівні взяв участь у 8 іграх.
2019 року дебютував в офіційних матчах у складі національної збірної Колумбії.
| Дата       | Місто     | Господарі         | Результат | Гості     | Турнір                       | Голи | Примітки |
| ---------- | --------- | ----------------- | --------- | --------- | ---------------------------- | ---- | -------- |
| 4-6-2019   | Богота    | Колумбія          | 3 – 0     | Панама    | товариський матч             | -    |          |
| 23-6-2019  | Сальвадор | Колумбія          | 1 – 0     | Парагвай  | Копа Америка 2019 - 1-й етап | -    | 42'      |
| 10-9-2019  | Тампа     | Колумбія          | 0 – 0     | Венесуела | товариський матч             | -    | 56'      |
| 19-11-2019 | Гаррісон  | Еквадор           | 0 – 1     | Колумбія  | товариський матч             | -    |          |
| 5-6-2022   | Мурсія    | Саудівська Аравія | 0 – 1     | Колумбія  | товариський матч             | -    | 58'      |
| Усього     |           | Матчів            | 5         |           | Голів                        | 0    |          |

## Титули і досягнення
- Чемпіон Колумбії (1):

«Депортіво Калі»: 2015 А
- Чемпіон Бельгії (1):

«Генк»: 2018-19
- Володар Суперкубка Бельгії (1):

«Генк»: 2019
- Володар Кубка Бельгії (1):

«Генк»: 2020-21
- Володар Кубка Італії (1):

«Болонья»: 2024-25
Збірні
- Переможець Південноамериканських ігор: 2014
- Бронзовий призер Кубка Америки: 2021